# Society of Illustrators
La Society of Illustrators è una società professionale con sede a New York City . È stata fondata nel 1901 per promuovere l'arte dell'illustrazione e, dal 1959, organizza una mostra annuale.

## Storia

### Fondazione

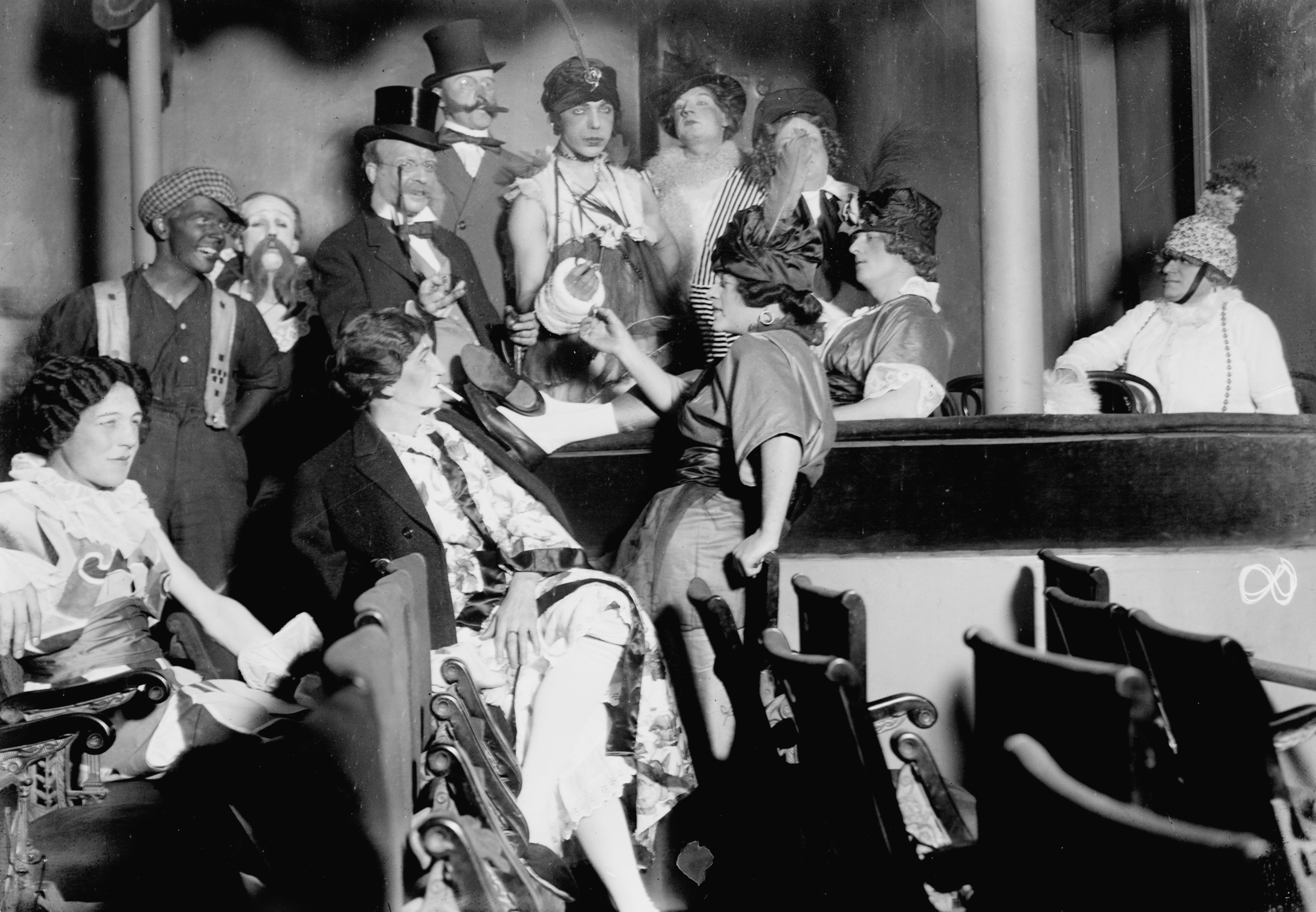
Membri della Society of Illustrators al Berkeley Theatre di Manhattan, 1914

La Society of Illustrators venne fondata il 1 febbraio 1901 da un gruppo di nove artisti e un consulente d'affari, Henry S. Fleming, un commerciante di carbone che offrì il suo personale legale alla Società in un ruolo consultivo e fece da segretario e tesoriere della Società degli Illustratori per molti anni. I nove artisti che, con Fleming, fondarono la Società furono Otto Henry Bacher, Frank Vincent DuMond, Henry Hutt, Albert Wenzell, Albert Sterner, Benjamin West Clinedinst, FC Yohn, Louis Loeb e Reginald Birch. La missione era quella di "promuovere l'arte dell'illustrazione in generale e tenere mostre di volta in volta". Le donne entrarono a far parte dell'organizzazione per la prima volta nel 1903, quando Elizabeth Shippen Green e Florence Scovel Shinn furono nominate Associate Member; ma alle donne fu proibito di diventare membro a pieno titolo fino al 1922.

### Prima guerra mondiale

Il poster del 1917 di JM Flagg, utilizzato per reclutare soldati sia per la prima che per la seconda guerra mondiale. Flagg ha usato una versione modificata del proprio volto per lo Zio Sam, e il veterano Walter Botts ha fornito la posa.

Durante gli anni della prima guerra mondiale, con Charles Dana Gibson come presidente ad interim, i membri della società lavorarono attraverso la Divisione della pubblicità del Committee on Public Information, creando molti poster originali, tra cui l'iconico poster di reclutamento per l'esercito americano di James M. Flagg dello zio Sam, così come pubblicità per il War Bond. Il fotogiornalismo era poco utilizzato in quei anni e otto membri della Società, furono inviati in Francia per realizzare abbozzi sulla guerra. Dopo la guerra, la Società gestì la Scuola per soldati disabili.

### 1920–1930
Nel 1920, la Società venne costituita e nel 1922 le donne furono autorizzate a fare parte a pieno titolo.
La prima storia della Società fu documentata nel 1927 e nel 1939 da Norman Price. Le sue note scritte a mano furono conservate negli archivi della Society of Illustrators.
Durante gli anni '20 e '30 la Società presentò spettacoli degli illustratori, con gli artisti e i loro modelli tra attori, cantautori, scenografi e pittori. Si esibirono anche talenti professionisti come la band Cotton Club e Jimmy Durante. Attraverso uno dei suoi membri, lo scenografo Watson Barrett, venne organizzata la mostra del Illustrator, nel 1925, che si tenne presso il Teatro Shubert. Per la loro produzione a Broadway di Artisti e modelle, la famiglia Shubert acquistò i diritti sulle scene. Nel 1939, quei fondi permisero alla Società di acquisire la sua sede al 128 East 63rd Street. Il Dover Coach di Norman Rockwell arricchì il bar al quarto piano, donato da Rockwell in onore del nuovo edificio della Società. Questo dipinto venne appeso nella sala da pranzo dei membri.

### Seconda guerra mondiale
Durante la Seconda Guerra Mondiale la Società contribuì allo sforzo bellico con una massiccia campagna di manifesti. I membri della società visitarono gli ospedali dei veterani per disegnare i feriti, e queste opere d'arte vennero inviate alle famiglie per sollevare il morale. La Illustrator's Jazz Band si costituì per intrattenere i feriti, e un omonimo gruppo musicale iniziò a suonare agli eventi della Società.

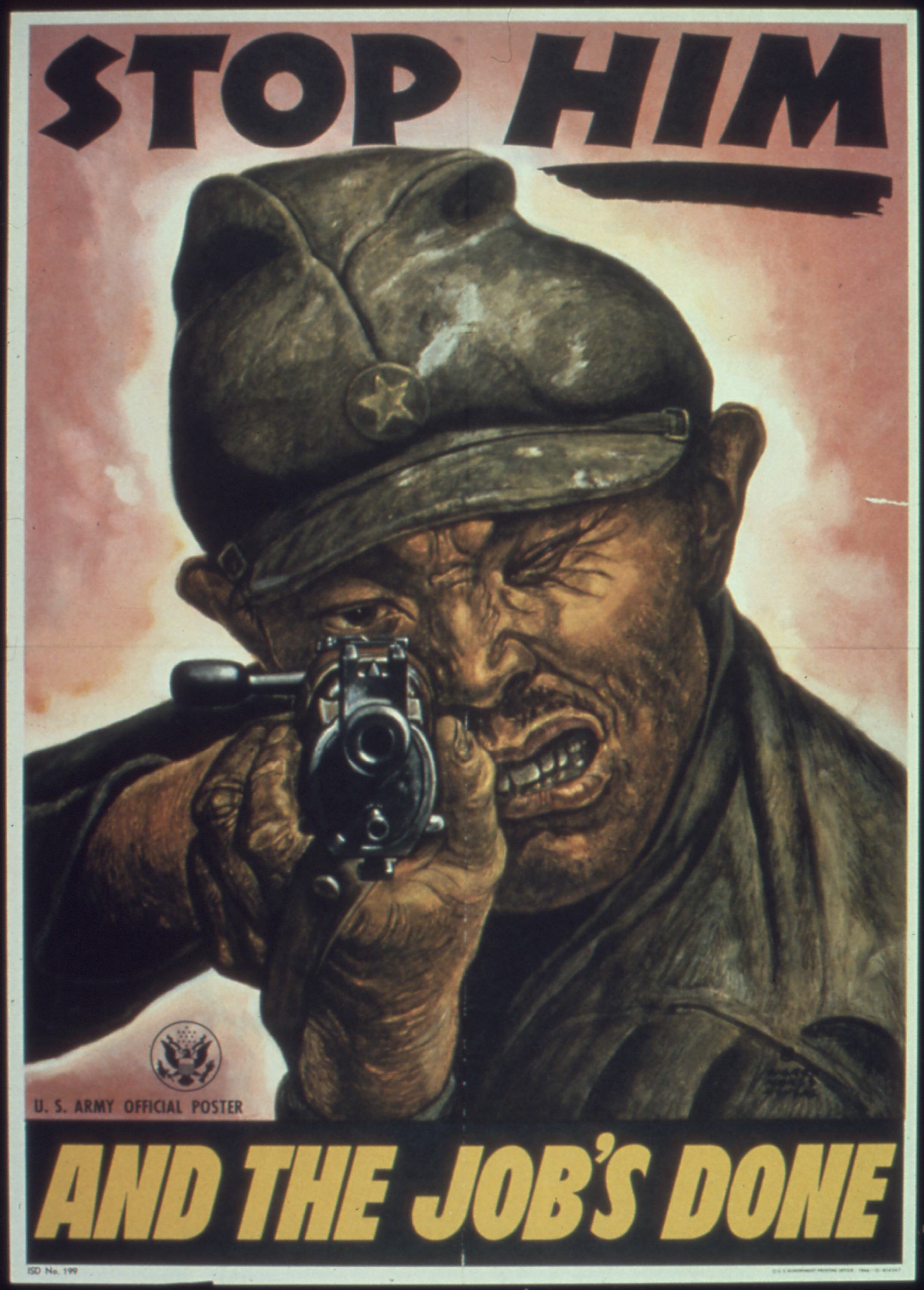
Poster illustration by Society Member Harry Morse, 1945 for the Office of War Information

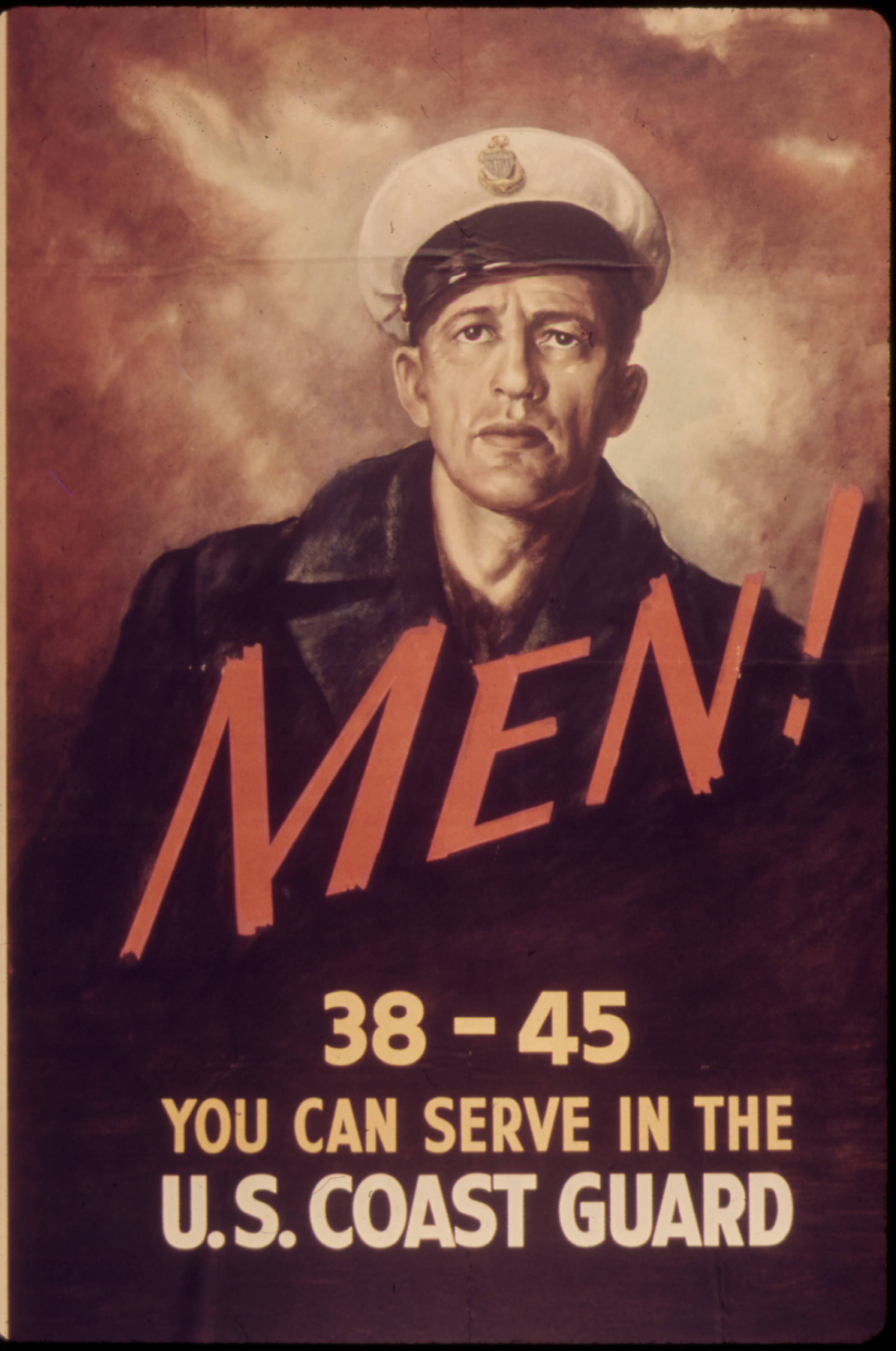
Poster illustration by Society Member C.W. Beuttey, 1943 for the Office of War Information

### Anni '50
Nel 1948, il Joint Ethics Committee, di cui la Society era membro sviluppò il primo Code of Fair Practice, che serviva per affrontare le preoccupazioni di artisti e direttori artistici che lavorano nel campo della comunicazione grafica dove abusi e incomprensioni riguardo all'uso diritti e proprietà di opere di illustrazione e altre opere d'arte create per un'ampia gamma di media pubblici.
Nel 1954, l'US Air Force iniziò a inviare membri della Society of Illustrators in tutto il mondo per documentare le sue attività (programma che continua ancora oggi). Migliaia di tavole furono fornite nel corso degli anni.
L'anno 1959 vide la Società tenere la sua prima Mostra Annuale, con la giuria di Bob Peak, Bradbury Thompson, Stevan Dohanos e altri. L'iniziativa aprì con 350 opere d'arte originali e portò alla pubblicazione del primo Illustrators Annual.

### Presente

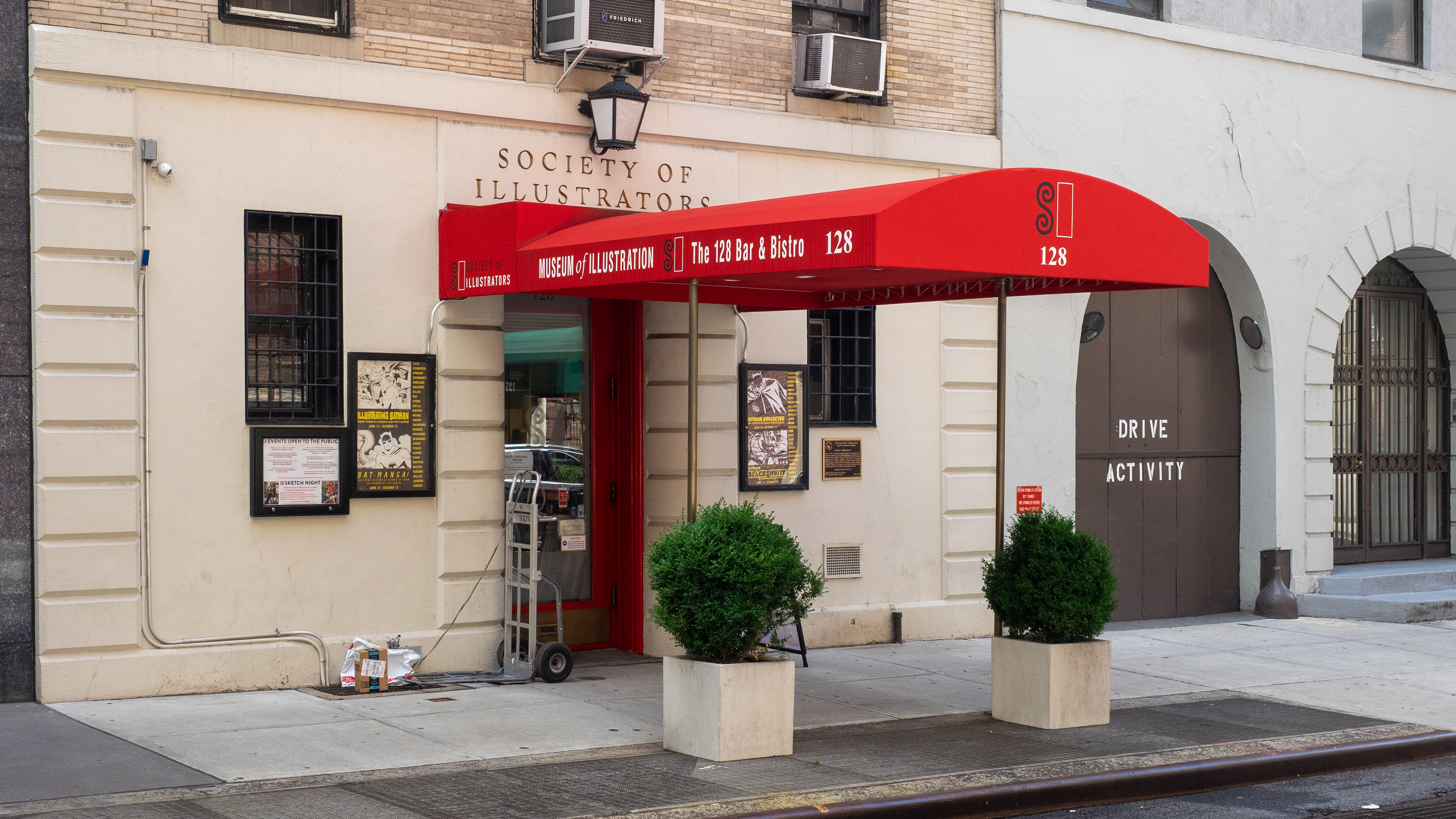
Sede attuale (2019)

Il 2001 fu il centenario della Società, una celebrazione durata 12 mesi, che iniziò con il numero di US Postal, Great American Illustrators e culminata dalla mostra commemorativa dell'11 settembre, Prevailing Human Spirit.
La Società degli illustratori continuò a mantenere un annuale di illustrazione, borse di studio per studenti e vari premi in onore dell'eccellenza nel campo dell'illustrazione. La società mantenne programmi di sensibilizzazione con il New York City Parks Department (dal 2001 a oggi), il New York City Board of Education (1999-oggi).
Anelle Miller fu la direttrice della Società dal 2007 fino al 2020, quando al suo posto venne nominato presidente della Society of Illustrators Tim O'Brien.

## Presidenti
Ex-presidenti della Società:
- Charles Dana Gibson (1904-1905, 1909-1920)
- Albert Edward Sterner (1907-1908) - membro fondatore
- George Hand Wright (1926-1927)
- Wallace Morgan (1929-1936)
- Harold von Schmidt (1938-1941)
- Albert Dorne (1947-1948)

## Il Museo dell'illustrazione e delle mostre americane

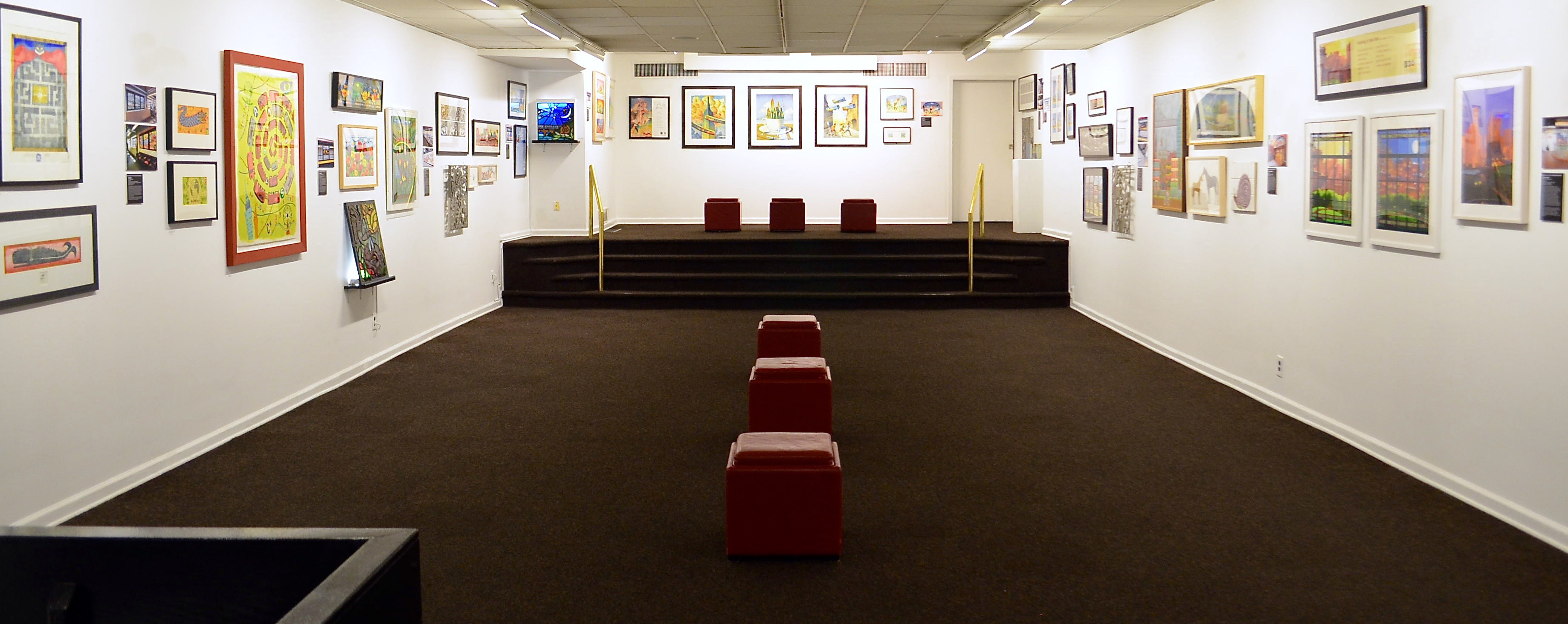
Il Museo dell'illustrazione americana, Galleria principale al piano superiore

Il Museo di American Illustration fu istituito presso la Società nel 1981, sotto la gestione dell'allora presidente John Witt. La collezione permanente della Società, con pezzi in mostra a rotazione in tutto l'edificio, comprendeva quasi 2500 opere di artisti come Norman Rockwell, Howard Pyle, NC Wyeth, James Montgomery Flagg, Bob Peak e Bernie Fuchs.
Il Museo ospitò la mostra annuale di illustrazione e piccole mostre di attualità legate all'illustrazione. Negli ultimi anni, le principali gallerie ospitarono numerose mostre, contemporanee e popolari tra cui:
- Robert Crumb: Lines Drawn on Paper (23 marzo-11 aprile 2011), a cura di Monte Beauchamp.[23]
- Maurice Sendak: A Celebration of the Artist and his Work (11 giugno-17 agosto 2013), a cura di Justin Schiller e Dennis David.[24][25]
- The ZAP Show (2 marzo-17 maggio 2016), a cura di Monte Beauchamp ed Eric Sack.[26][27]
- Will Eisner: The Centennial Celebration 1917-2017 (1 marzo-3 giugno 2017).[28][29]
- Illustrating Batman: Eighty Years of Comics and Pop Culture (12 giugno-12 ottobre 2019), a cura di Rob Pistella, John Lind e Chip Kidd.[30][31]

Il Museo del Fumetto e dell'Arte del Fumetto (MoCCA) trasferì i suoi beni alla Società nell'agosto 2012, che organizzò il MoCCA Fest. Al secondo piano, la Società ha anche una galleria a dedicata al MoCCA, che ospita frequentemente mostre più piccole di arte del fumetto.

## Riconoscimenti
La Society of Illustrators inaugurò il programma Hall of Fame nel 1958, per riconoscere "illustri risultati nell'arte dell'illustrazione". Il primo destinatario fu Norman Rockwell. Come altri artisti riconosciuti, venne premiato dagli ex presidenti della Società per i suoi contributi nel campo dell'illustrazione. Ogni anno dal 1958, uno o più illustratori furono aggiunti alla Hall of Fame. Nel 2001 si aggiunsero altre due forme di riconoscimento: il Dean Cornwell Recognition Award e l'Arthur William Brown Achievement Award, che può essere assegnato annualmente.
Nel 1965, la Società istituì l'Hamilton King Award, che venne assegnato annualmente a un membro della società.
Nel 1981, la Società dette vita ad un sistema di borse di studio per studenti, che continua tutti gli anni, fino ad oggi Il premio più alto assegnato a uno studente dalla società è lo Zankel Scholarship Award, istituito nel 2006 in onore di Arthur Zankel, un sostenitore dell'istruzione superiore il cui lascito ha reso possibile la borsa di studio.